# Janusz Jarliński
Janusz Jarliński (ur. ok. 1952) – polski górnik, działacz Ogólnopolskiego Porozumienia Związków Zawodowych, przewodniczący Związku Zawodowego Pracowników Kopalni Krupiński, górniczy działacz związkowy, uczestnik obrad plenarnych Okrągłego Stołu po stronie rządowej.
We wrześniu 1980 roku był jednym z sygnatariuszy porozumienia w Jastrzębiu.